# Zelotes desioi
Zelotes desioi este o specie de păianjeni din genul Zelotes, familia Gnaphosidae, descrisă de Caporiacco, 1934. Conform Catalogue of Life specia Zelotes desioi nu are subspecii cunoscute.